# Denis O'Hare
Denis Patrick Seamus O'Hare (Kansas City, 17 januari 1962) is een Amerikaanse acteur van Ierse komaf. Hij bezit beide nationaliteiten. Voor het spelen van Mason Marzac in het toneelstuk Take Me Out won hij in 2003 de Tony Award voor beste acteur. In 2009 werd hij samen met de andere acteurs van de film Milk genomineerd voor een Screen Actors Guild Award.
O'Hare bracht een aanzienlijk deel van zijn acteercarrière door op de planken en debuteerde in 1995 op Broadway in het toneelstuk Racing Demon. Hij speelde in uitvoeringen van onder meer Assassins (2004), Sweet Charity (2006), Inherit the Wind, A Spanish Play (beide 2007) en Uncle Vanya (2008). In 1993 stond hij voor het eerst voor de camera met een eenmalige gastrol als Keating in The Young Indiana Jones Chronicles. Het duurde vier jaar voor hij hier een vervolg aan gaf met zijn eerste filmrol in St. Patrick's Day, naast onder andere Piper Laurie. Sindsdien was O'Hare meer dan 45 keer te zien op het grote scherm.

## Filmografie
*Exclusief televisiefilms
| - Infinite Storm (2022) - The Postcard Killings (2020) - Effacer l'historique (2020) - The Goldfinch (2019) - Stano (2019) - Swallow (2019) - The Day Shall Come (2019) - Late Night (2019) - Danger One (2018) - The Parting Glass (2018) - Lizzie (2018) - Private Life (2018) - Allure (2017) - Novitiate (2017) - Army of One (2016) - From Nowhere (2016) - The Pyramid (2014) - The Town That Dreaded Sundown (2014) - The Judge (2014) - Dallas Buyers Club (2013) - C.O.G. (2013) - J. Edgar (2011) - The Eagle (2011) - Edge of Darkness (2010) - The Proposal (2009) - Duplicity (2009) | - An Englishman in New York (2009) - Brief Interviews with Hideous Men (2009) - Milk (2008) - Quarantine (2008) - Changeling (2008) - Baby Mama (2008) - Pretty Bird (2008) - Charlie Wilson's War (2007) - Awake (2007) - The Babysitters (2007) - Michael Clayton (2007) - A Mighty Heart (2007) - Rocket Science (2007) - Half Nelson (2006) - Stephanie Daley (2006) - Derailed (2005) - Heights (2005) - Garden State (2004) - 21 Grams (2003) - The Anniversary Party (2001) - Sweet and Lowdown (1999) - River Red (1998) - St. Patrick's Day (1997) |

## Televisieseries
*Exclusief eenmalige gastrollen
- Big Little Lies - Ira Farber (2019, vier afleveringen)
- Anthem: Homunculus - David (2019, vijf afleveringen)
- The Good Fight - Charles Abernathy (2017-2018, twee afleveringen)
- This Is Us - Jessie (2016-2018, vier afleveringen)
- The Accidental Wolf - Dean (2017, twee afleveringen)
- American Horror Story - Larry Harvey, Stanley, Spalding, Liz Taylor (2011-2016, zestig afleveringen)
- The Good Wife - Charles Abernathy (2009-2016, negen afleveringen)
- The Comedians - Denis Grant (2015, vijf afleveringen)
- True Blood - Russell Edgington (2010-2012 , twintig afleveringen, 2010)
- CSI: Miami (2009-2010, drie afleveringen)
- Brothers & Sisters - Travis March (2007-2009, twaalf afleveringen)
- Law & Order - Father Hogan (1993-2003, vier afleveringen)
- 100 Centre Street - Lou (2001-2002, drie afleveringen)